# Eduard Schenk
Eduard Schenk (* 6. Mai 1821 in Köln; † 9. Februar 1900 ebenda) war ein deutscher Rechtsanwalt und Abgeordneter im Reichstag (Deutsches Kaiserreich).

## Leben
Er besuchte das Kölner Friedrich-Wilhelm-Gymnasium, wo er im Jahre 1839 sein Abitur machte. Schenk studierte an der Rheinischen Friedrich-Wilhelms-Universität Bonn Rechtswissenschaft. 1842 wurde er Mitglied des Corps Palatia Bonn. Als Rechtsanwalt in Köln schenkte er 1887 dem Erzbistum Köln ein Baugrundstück für die Herz-Jesu-Kirche.
Von 1873 bis 1876 war er Mitglied des Preußischen Abgeordnetenhauses, wo er den Wahlkreis Regierungsbezirk Düsseldorf 11 (Gladbach) vertrat, und von 1877 bis 1881 Mitglied des Deutschen Reichstags für den Wahlkreis Regierungsbezirk Köln 1 (Köln) und die Deutsche Zentrumspartei.